# Крупко, Иван Иванович
Иван Иванович Крупко (бел. Іван Іванавіч Крупко, род. 23 июля 1974, Кореличский район, Белорусская ССР, СССР) — белорусский государственный деятель, зоотехник. Председатель Гомельского областного исполнительного комитета с 21 декабря 2021 года.
Из-за поддержки российско-украинской войны — под санкциями 27 стран Евросоюза, Великобритании, Канады, Швейцарии, Украины.

## Биография
Родился 23 июля 1974 года в деревне Бурдевичи Кореличского района (Гродненская область). С 1993 по 1995 годы служил в Вооруженных силах Республики Беларусь.В 1998 году окончил Гродненский государственный аграрный университет, а в 2007 году — Академию управления при Президенте Республики Беларусь.
Трудовую деятельность начал в 1998 году. До 2002 года работал главным зоотехником колхоза «Рассвет», Несвижский район, Минской области. С 2003 по 2006 года работал начальником отдела по организации производства и переработке продукции управления сельского хозяйства и продовольствия Несвижского райисполкома Минской области. С 2006 по 2010 год работал первым заместителем начальника управления, начальником отдела производства и переработки продукции управления сельского хозяйства и продовольствия Несвижского райисполкома Минской области. С июля по сентябрь 2010 года работал первым заместителем председателя, начальник управления сельского хозяйства и продовольствия Несвижского райисполкома Минской области.
С 2010 по 2018 год был председателем Несвижского райисполкома Минской области. С марта 2018 года по март 2020 года — председатель Минского райисполкома.
С 16 марта 2020 года по 21 декабря 2021 года работал Министром сельского хозяйства и продовольствия Республики Беларусь.
21 декабря 2021 года назначен председателем Гомельского областного исполнительного комитета. На следующий день Гомельский областной Совет депутатов утвердил Ивана Крупко в должность главы региона.

## Международные санкции
Из-за поддержки российской агрессии и нарушения территориальной целостности Украины во время российско-украинской войны находится под персональными международными санкциями разных стран. С 25 февраля 2022 года находится под санкциями всех стран Европейского союза так как совместные российско-белорусские военные учения, которые предшествовали российской военной агрессии против Украины, проходили в Гомельской области. 17 ноября 2022 года включён в санкционный список Канады «близких соратников режима» за роль в размещении и транспортировке российского военного персонала и техники, участвовавших во вторжении на Украину.
По аналогичным основаниям, с 4 июля 2022 года находится под санкциями Великобритании. С 4 марта 2022 года находится под санкциями Швейцарии. Указом президента Украины Владимира Зеленского от 19 октября 2022 находится под санкциями Украины.

## Награды
- Медаль «За трудовые заслуги»[бел.] (2016)[10]
- Памятный знак «МПА СНГ. 25 лет» (27 марта 2017 года, Межпарламентская ассамблея СНГ) — за содействие в деятельности Межпарламентской Ассамблеи и её органов[11]
- Орден Дружбы народов (2024, Брянская область, Россия)[12]
- Почётная грамота Совета Министров Республики Беларусь (2024)[13]